# Aristolochia georgica
Aristolochia georgica är en piprankeväxtart som beskrevs av Richard Evans Schultes. Aristolochia georgica ingår i släktet piprankor, och familjen piprankeväxter. Inga underarter finns listade i Catalogue of Life.